# Un million d'années avant J.C.
Pour plus de détails, voir Fiche technique et Distribution.
Un million d'années avant J.C. (One Million Years B.C.) est un film britannique réalisé par Don Chaffey, sorti en 1966. La technique de l'animation en volume est utilisée dans ce film (comme dans tous les films où Ray Harryhausen a officié).

## Synopsis
Tumak, un troglodyte de la Tribu des rocs, est chassé dans un horrible désert après s'être querellé avec son père, Akoba, le chef de la tribu. Après avoir échappé à nombre de dangers (un iguane géant, des hommes-singes, un brontosaure et une araignée géante), il s'effondre sur une plage lointaine, où il est aperçu par Loana et d'autres femmes de la Tribu de la mer qui l'accompagnent à la pêche. Elles sont sur le point de l'aider quand un archelon avance vers la plage. Les hommes de la Tribu de la mer arrivent et il semble qu'ils repoussent la tortue géante avec leurs lances (bien qu'en réalité on a l'impression que la tortue s'est contentée de faire un tour hors de la mer où elle avait eu de toute façon dès le début l'intention de retourner.)
On emmène Tumak au village où Loana s'occupe de lui. Les scènes qui suivent insistent sur le fait que la Tribu de la mer est plus avancée et plus civilisée que la Tribu des rocs. On y connaît les peintures pariétales, la musique, les bijoux précieux faits de coquilles, et on possède une langue rudimentaire — toutes choses que Tumak ne semble pas avoir jamais rencontrées auparavant.
Alors que les femmes de la tribu sont en train de pêcher, un allosaure apparait et tue un homme. La tribu fuit vers sa grotte, mais, dans la panique, elle abandonne une petite fille qui se trouve prise au piège en haut d'un arbre. Tumak saisit la lance d'Ahot, un des hommes de la tribu, et se rue en avant pour la défendre. Enhardie par cet exemple, Loana fait tout son possible pour mettre l'enfant en sécurité tandis que d'autres hommes viennent en aide à Tumak ; l'un d'eux est tué avant que Tumak n'arrive finalement à tuer le dinosaure. Ahot reprend sa lance par la suite.
Il en résulte un rite funéraire pour enterrer les deux morts, autre habitude que Tumak semble ne pas connaître. Ayant abandonné prématurément la cérémonie, il entre à nouveau dans la grotte et essaie apparemment de voler la lance d'Ahot. Ahot arrive et, mis en colère par cette tentative de vol, se bat pour conserver sa lance. L'agitation qui s'ensuit attire le reste de la tribu qui s'unit pour chasser Tumak. Loana décide de partir avec Tumak et Ahot, dans un geste d'amitié, lui donne une lance.
Pendant ce temps, le frère de Tumak, Sakana, essaie de tuer leur père pour prendre le pouvoir. Akoba survit, mais c'est Sakana qui est le nouveau chef. Pendant ces événements, Tumak et Loana assistent au combat entre un ceratosaure et un triceratops, finalement gagné par ce dernier qui encorne mortellement son adversaire.
Les bannis retournent sur le territoire de la Tribu des rocs et Loana rencontre la tribu, mais des altercations surviennent de nouveau. Tout d'abord, Sakana et Tumak s'affrontent et le second manque de transpercer de sa lance le premier mais Loana l'en empêche. Plus tard, une lutte survient entre celle que Tumak aime maintenant, Loana, et son ancienne compagne, Nupondi. C'est Loana qui gagne mais elle refuse de tuer Nupondi, bien que les autres membres de la tribu l’y encouragent.
Plus tard, Tumak apprend aux hommes de sa tribu à confectionner des lances à l'instar des hommes de la Tribu de la mer, puis un groupe d'hommes part chasser, tandis que Sakana et ses partisans les suivent. Pendant ce temps là, les femmes du village et un ami de Tumak se rendent à la mer pour nager — apparemment pour la première fois à l'exemple de Loana —, mais ils sont attaqués par un ptéranodon. Dans la confusion, Loana est saisie et emportée dans les airs par la créature, qui la laisse tomber toute sanglante dans la mer quand un rhamphorhynchus intervient.
Tout d'abord Tumak la croit morte, mais elle a survécu à cette épreuve. Loana réussit à se rendre à son village. Ahot et plusieurs hommes de la tribu se proposent d’accompagner Loana pour retrouver Tumak. Entre-temps, Sakana et ses partisans ont rejoint le groupe de chasseurs de la tribu des rocs et tous vont camper pour la nuit, comptant bien aller déloger Tumak et Akoba dans leur caverne.
Alors que Loana, Ahot et la Tribu de la mer retrouvent Tumak au petit matin, un jeune de la Tribu des rocs les rejoint et prévient Tumak des intentions de Sakana. Tumak demande l'aide de la tribu de Loana qui accepte et le suit pour aller guerroyer contre Sakana et ses hommes.
En arrivant, ils découvrent les hommes de Sakana entourant l'entrée de la grotte de la Tribu des rocs pour tendre une embuscade à Akoba et Tumak,alors que Tumak n'y est pas. Akoba sort de la caverne, tente de lutter mais est vite dominé par deux hommes qui le mettent à terre. Le reste des hommes de Sakana entre dans la caverne pour faire sortir les membres de la tribu, tandis que le groupe de Tumak lance l'assaut. Un violent combat s'engage alors. Plusieurs hommes de la mer périssent, ainsi que des guerriers de la Tribu des rocs. Tumak, assommé dans un premier temps, reprend ses esprits. Il vient en aide à Loana qui se fait attraper par Sakana. Nupondi tue un guerrier des rocs et Ahot sauve Sura, l'amie de Loana.
Alors que Tumak et son frère Sakana s'affrontent dans un sauvage corps à corps, le volcan au pied duquel vit la Tribu des rocs entre soudainement en éruption. La région entière est frappée par des séismes et des éboulements, de nombreux hommes des deux tribus meurent.
Plus tard, une fois la catastrophe passée, Tumak, Loana et les survivants se retrouvent dans un paysage en ruines, presque lunaire. Tous partent — maintenant unis — pour trouver une nouvelle patrie, sûrement pour aller rejoindre le reste de la Tribu de la mer.

## Fiche technique
- Titre original : One Million Years B.C.
- Titre français : Un million d'années avant J.C.
- Réalisation : Don Chaffey
- Scénario : Michael Carreras d'après Mickell Novack, George Baker, Joseph Frickert, Ray Harryhausen et un récit de Grover Jones
- Direction artistique : Robert Jones
- Costumes: Carl Toms et Ivy Baker
- Photographie : Wilkie Cooper
- Cadrage : David Harcourt
- Son : Roy Baker
- Effets spéciaux : George Blackwell
- Coordinateur effets visuels : Ray Harryhausen[1]
- Montage : Tom Simpson
- Musique : Mario Nascimbene
- Production : Michael Carreras, Hal Roach et Aida Young
- Sociétés de production[1],[2] : Associated British Picture Corporation (Royaume-Uni), Hammer Film Productions (Royaume-Uni), Seven Arts Productions (États-Unis)
- Sociétés de distribution[1] : Associated British Picture Corporation (Royaume-Uni), 20th Century Fox (États-Unis, France), Franfilmsdis (France)
- Pays d'origine : Royaume-Uni
- Langue originale : anglais
- Format : couleur (DeLuxe[3]) — 1,66:1 — 35 mm — son monophonique (RCA Sound Recording)
- Genre : aventures préhistoriques, fantastique
- Durée : 100 minutes
- Dates de sortie :
  - France : 1er décembre 1966
  - Royaume-Uni : 30 décembre 1966
  - États-Unis : 21 février 1967
- (fr) Classifications et visa CNC : classé avec mention « tous publics », Art et Essai, visa d'exploitation no 32445 délivré le 21 novembre 1966

## Distribution
- Raquel Welch : Loana
- John Richardson : Tumak
- Percy Herbert : Sakana
- Robert Brown : Akhoba
- Martine Beswick : Nupondi
- Jean Wladon : Ahot
- Lisa Thomas : Sura
- Malya Nappi : Tohana
- Richard James : homme des montagnes
- William Lyon Brown : Payto

## Production

### Scénario

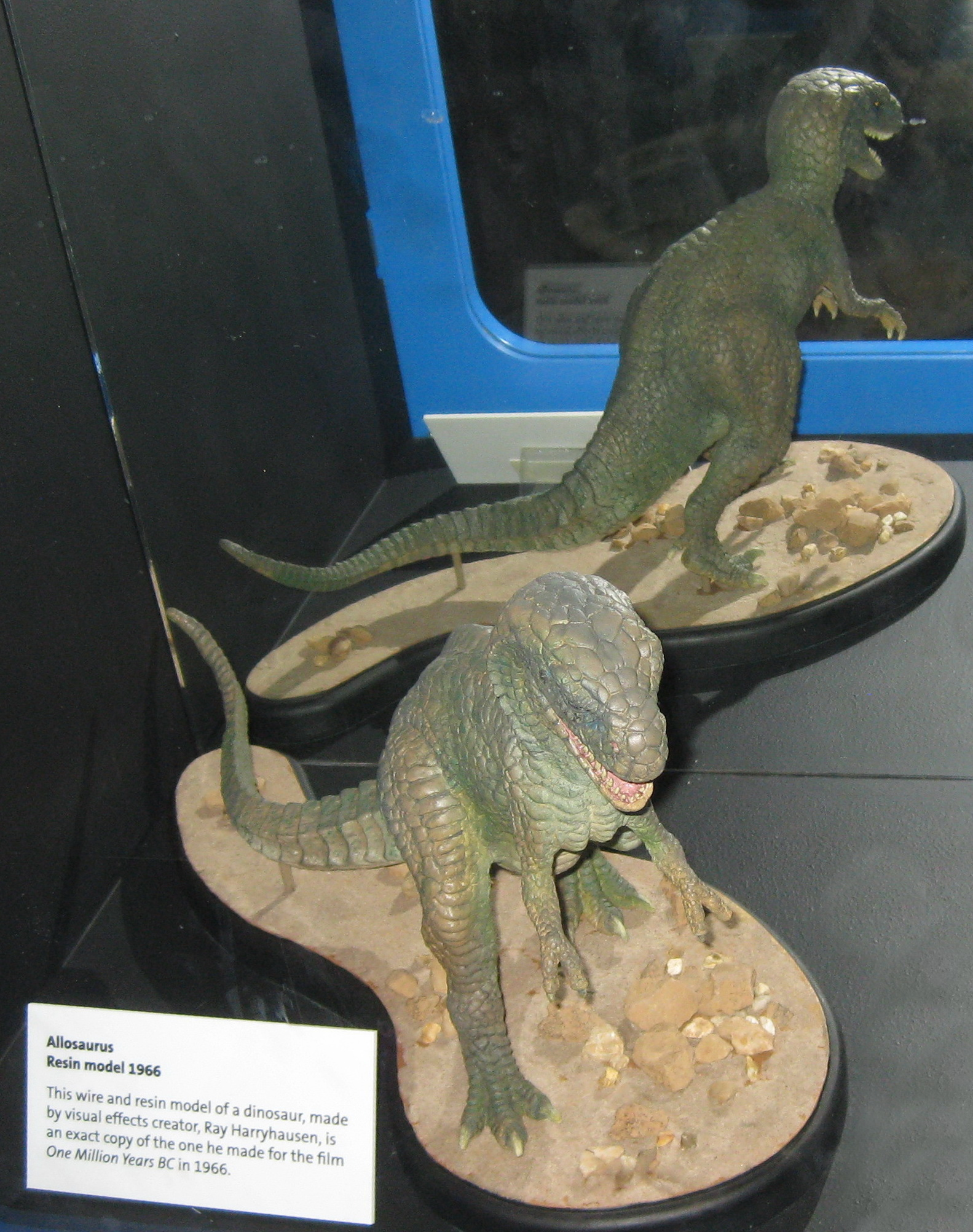
Allosaurus : sculpture fibre de verre et résine créée par Ray Harryhausen pour le film Un million d'années avant J.C. Exposée au National Media Museum de Bradford (Royaume-Uni).

Marc Toullec : Le directeur et scénariste Michael Carreras, directeur de la Hammer s'inspire du film Tumak, fils de la jungle dont il a sécurisé les droits et, intéressé par les dinosaures de l’histoire, en confie la réalisation à Ray Harryhausen « dont il a entendu parler ». Ray Harryhausen explique sa participation à l'écriture : « J'y ai moi-même contribué en développant certaines scènes importantes par des dessins. […] Ils ont permis à Michael Carreras de mieux visualiser et construire l’histoire ». Cependant, le script ne tient pas du tout compte de la réalité scientifique et, d'autre part, il est important que les créatures reptiliennes soient crédibles, mais l'emploi de vrais iguanes verts et d'une mygale monstrueusement grossis à l'image font dire à Ray Harrysausen que c'était « Une mauvaise idée. […] En commençant le film sur un animal réel, Michael Carreras pensait que le public accepterait ensuite plus facilement les dinosaures animés. Je n'aurais pas dû lui céder, mais, à ce moment-là, j'essayais de m'organiser en fonction du travail important qui m'attendait. J'avais besoin de dégager du temps. »

### Casting
« Raquel Welch, d'abord pas franchement enchantée d'avoir “à tomber si bas” avec ce film de dinosaures ! “Prêtée” par 20th Century Fox à Hammer, elle changera d'avis, heureuse que le tournage lui permette de se mêler au Swinging London. […] De Un million d'années avant J.C., la comédienne bénéficiera à plein, promue star et sex-symbol par les photos que diffuse abondamment Hammer avant même sa sortie. “Pourtant, sa vedette ce n'est pas moi”, s'amuse-t-elle. “Je n'arrive qu'en troisième position, après les dinosaures de Ray Harryhausen et John Richardson, mon partenaire principal” ». L'affiche de Tom Chantrell (en) qui la met en valeur en tant que « porteuse du premier bikini de l'histoire de l'humanité » reste célèbre. Elle est au cœur du film Les Évadés de Frank Darabont (1994).

### Tournage
- Période de prises de vue[1],[5] : 18 octobre 1965 au 7 janvier 1966.
- Intérieurs : studios d'Elstree[5].
- Les scènes d'extérieur ont été tournées durant l'hiver aux Îles Canaries, à Lanzarote et Tenerife[5].
- Lors de la scène où le peuple de la mer doit lutter contre un archelon, la taille de cette créature a été exagérée.

## Dans d'autres médias
Le film a été adapté en bande dessinée de 15 pages pour le numéro de mai 1978 du magazine House of Hammer (volume 2, # 14, publié par Top Sellers Limited). Il a été dessiné par John Bolton à partir d'un scénario de Steve Moore. La couverture du numéro présentait une peinture de Brian Lewis de Raquel Welch dans le célèbre bikini de fourrure.
On peut noter qu'un extrait du film apparaît dans le générique de la série Malcolm In The Middle,.
Le film est également un remake de Tumak, fils de la jungle, sorti en 1940, et racontant à peu près la même histoire.